# Lauren Anderson

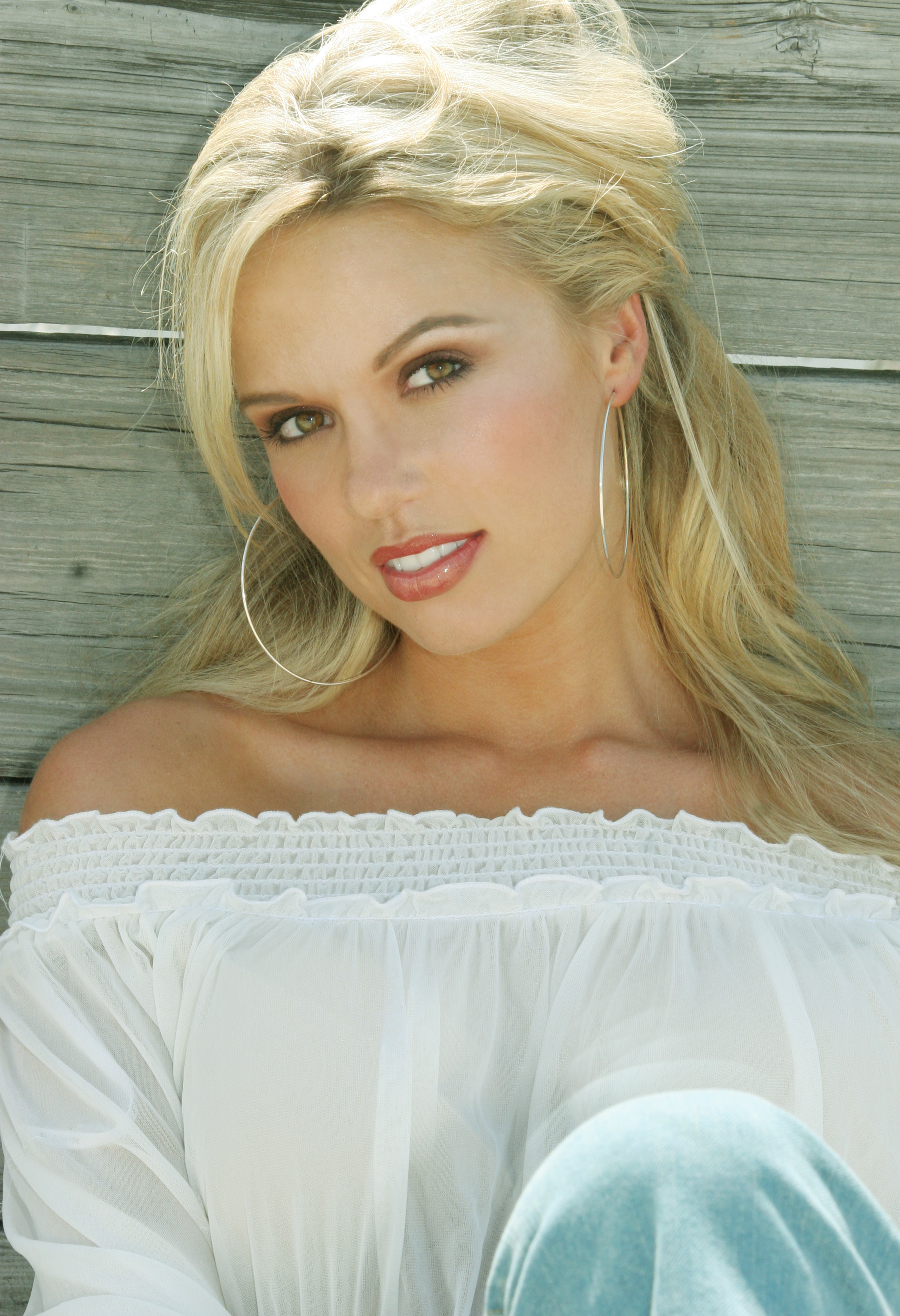
Lauren Anderson

Lauren Anderson (* 6. Juni 1980 in Milwaukee, Wisconsin) ist ein US-amerikanisches Model, das zum Playboy-Playmate im Monat Juli 2002 gewählt wurde. Sie trat zudem in zahlreichen Playboy-Videos auf.

## Leben
Von 2005 bis 2007 war Anderson in diversen Episoden der Doku-Soap The Girls of the Playboy Mansion des Senders E! zu sehen. Weiterhin hatte sie 2007 eine Rolle in der Fernsehserie Entourage des Senders HBO und trat 2005 auf dem Country-Musik-Sender Country Music Television auf.
Im März 2008 zierte sie das Cover der spanischen Playboy-Ausgabe.
Seit ihrem Erfolg 2002 als Playmate des Monats Juli ist Anderson Aktivistin der Tierrechtsorganisation PETA.